# Anthony Masselin
Pour les articles homonymes, voir Masselin.
Anthony Masselin, né le 1er octobre 1976 à Niort, surnommé Chouchou, est un sonneur des groupes Soldat Louis, Madéo, Bagad Men ha tan, L’Occidentale de Fanfare, etc.

## Biographie

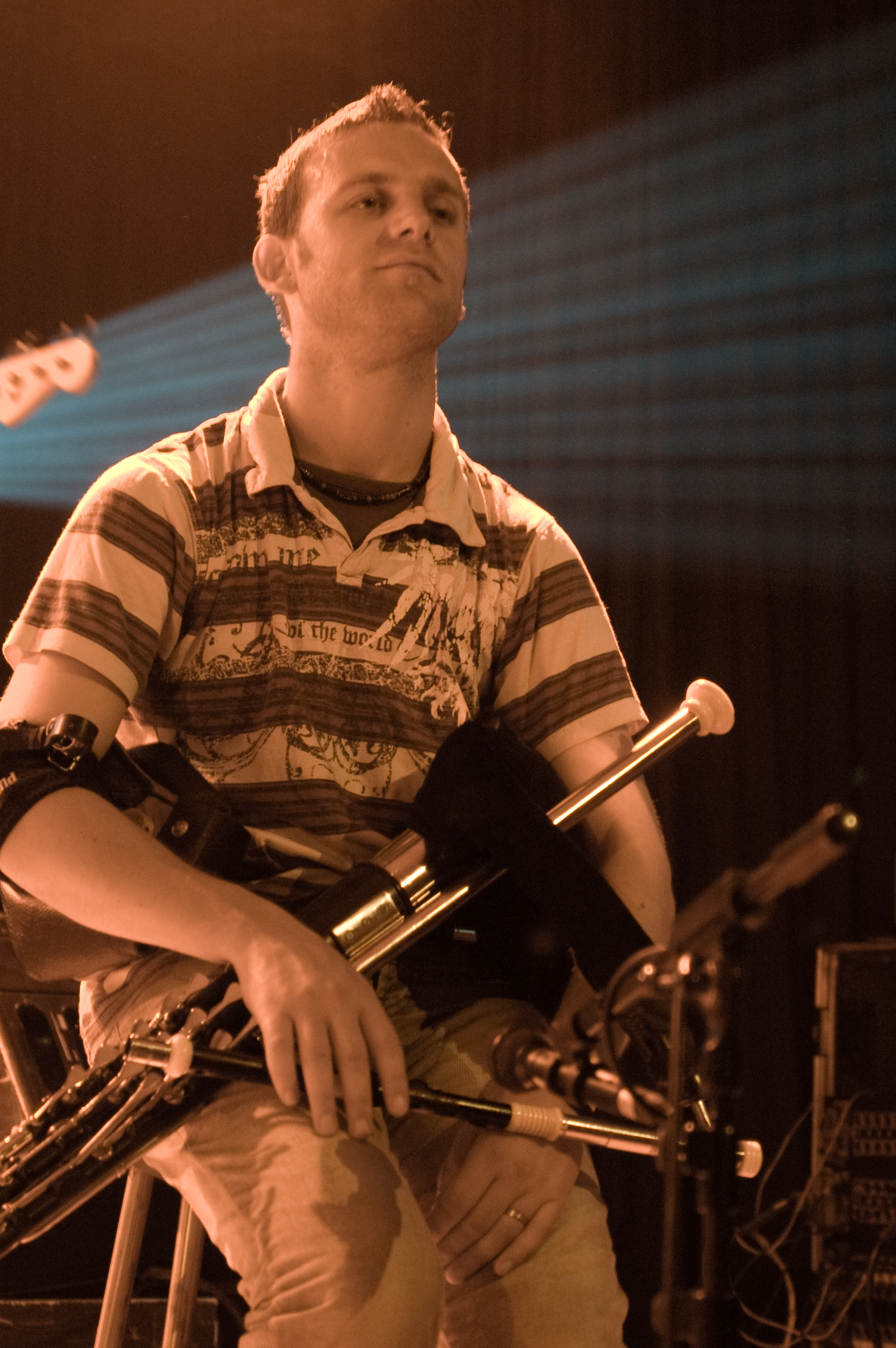
Anthony Masselin en concert avec Soldat Louis, en mars 2009 à Monthey.

Il joue de la cornemuse, du uilleann pipe et de la flûte. Il a fait partie du bagad de Lann-Bihoué de 1997 à 1999 et du groupe Gwenlann à partir de 2004. Depuis 2006 il est le sonneur du groupe Soldat Louis. Il a joué sur scène avec Alan Stivell, notamment pour la tournée Explore en 2007. 
Depuis 2008, il fait partie du conseil municipal de Laz (Finistère),.